# Kelemen Zoltán (operaénekes, 1970)
Kelemen Zoltán (Ózd, 1970. április 29. –) magyar operaénekes, a Szegedi Nemzeti Színház opera tagozatának tagja, bariton, basszbariton hangfajjal.

## Pályafutása
Zenei általános iskolába járt, közben zeneiskolában 3 évig hegedű-, majd 4 évig nagybőgő szakokon is tanult, és játszott az ózdi zeneiskola ifjúsági szimfonikus zenekarában. Közben saját maga képezte hangját. Érettségi után egy évig képesítés nélkül éneket tanított általános iskolában, majd zenei könyvtárban zeneműtárosként dolgozott.
1993-ban jelentkezett a debreceni Csokonai Színházba, ahová fel is vették, és rögtön az első évadban már kisebb szerepeket is rábíztak (A varázsfuvola – II. Őrtálló, Don Pasquale – Jegyző, Bánk bán – Biberach), valamint a színház nagyváradi vendégjátékán egy operagálán Don Giovanni Leporello regiszteráriájával mutatkozhatott be. Közben 2 évig tanult Mohos Nagy Évánál énekelni.
1995-ben ő énekelte Alfio szerepét a Parasztbecsület olasz nyelvű, debreceni premierjén, ami után magánénekesi kinevezést kapott. Ezt követően 1995 júniusában benevezett az Operaházban rendezett nemzetközi Szerelmi bájital-énekversenyre, Belcore szerepével. A zsűri kérésére Dulcamara szerepével folytatta a versenyt, és végül Dulcamaraként első díjat kapott. A versenygyőzelem négy operaházi és hat veronai előadást jelentett, valamint az Operart Alapítvány ösztöndíjasaként Alfio szerepében is bemutatkozhatott az Erkel Színházban, valamint Bach János-passiójának basszusszólóját énekelte a Mátyás-templomban (Pilátus+áriák) Vendégszerepelt Ausztriában és Németországban több operagálán, valamint Budapesten a Zeneakadémián, a Duna-Palotában, illetve a Fertőrákosi Barlangszínházban, vezető operaházi művészek társaságában. 1996-ban kapott szerződési ajánlatot a Szegedi Nemzeti Színháztól, melynek azóta is főállású magánénekese.
A buffo basszustól a lírai baritonon át a Verdi-hősbariton szerepekig számos főszerepet énekelt, utóbbiak állnak hozzá legközelebb. 2008 áprilisában José Cura partnereként énekelte Jago szerepét Verdi Otellójában, igen kedvező szakmai visszhanggal.

## Szerepei
- Mozart: Figaro házassága − Almaviva gróf
- Mozart: Don Giovanni − Masetto, Zerlina szerelmese
- Donizetti: Don Pasquale − Doktor Malatesta
- Donizetti: Szerelmi bájital − Dulcamara, Belcore
- Donizetti: Lammermoori Lucia − Lord Ashton
- Rossini: Hamupipőke − Dandini, a szolga
- Verdi: Rigoletto − címszerep
- Verdi: Falstaff − Ford
- Verdi: A trubadúr − Luna gróf
- Verdi: Otello − Jago
- Verdi: Traviata − Georges Germont
- Verdi: A végzet hatalma −	Don Carlos
- Verdi: Don Carlos − Posa márki, máltai lovag
- Verdi: Simon Boccanegra – címszerep
- Verdi: Macbeth – címszerep
- Verdi: Ernani – Don Carlo
- Erkel Ferenc: Bánk bán – Petur, Tiborc
- Erkel Ferenc: Hunyadi László – Gara nádor
- Nicolai: A windsori víg nők − Dr. Cajus, ügyvéd
- Boito: Mefistofele − címszerep
- Goldmark Károly: Sába királynője – Salamon király
- Bizet: Carmen − Le Dancaïre, csempész
- Csajkovszkij: Anyegin − Zareckij
- Puccini: Tosca − Scarpia báró, Róma rendőrfőnöke
- Puccini: Bohémélet − Marcel, festő
- Puccini: Manon Lescaut − Lescaut őrmester
- Giordano: André Chénier − Gérard
- Cilea: Adriana Lecouvreur − Michonnet
- Zandonai: Francesca da Rimini − Gianciotto
- Arthur Sullivan: Kalózkaland (The Pirates of Penzance) − Samuel, a kalózok hadnagya
- Vántus István: Aranykoporsó − Varázsszerárus
- Wolf-Ferrari: Sly – Westmoreland gróf

## Elismerései
- Vaszy Viktor-díj
- Szegedi Operabarátok Egyesülete az Évad énekese-díj
- Dömötör-díj (2013, 2015)

## Külső hivatkozások
- Szegedi Nemzeti Színház
- Kelemen Zoltán